# الطريق إلى الإنسان
الطريق إلى الإنسان هو كتاب للشاعر المغربي عبد الكريم الطبال، يتناول فيه رحلة تأملية ذات طابع وجودي وصوفي نحو جوهر الإنسان، متجاوزًا التعريفات الاجتماعية والمادية التقليدية. لا يقدم المؤلف أطروحة فلسفية ممنهجة، بل تجربة فكرية ووجدانية تستكشف علاقة الذات بالوجود والمعنى والحرية والحب. بأسلوب شعري متأمل، يرصد الطبال أزمات الإنسان المعاصر وغربته الروحية، داعيًا إلى سلوك "الطريق" الذي يقود إلى التحقق الإنساني الكامل، وليس إلى المعرفة فحسب. يجمع الكتاب بين عناصر الشعر والفلسفة والصوفية، ويطرح على القارئ سؤالًا جوهريًا: من هو الإنسان؟

## العنوان
يحمل عنوان المقال "الطريق إلى الإنسان" دلالات صوفية وفكرية عميقة؛ فهو لا يشير إلى الطريق المؤدي إلى كائن بيولوجي أو اجتماعي، بل إلى رحلة باطنية نحو الذات العميقة. الكلمة المفتاحية "الطريق" توحي بسلوك وجداني وتدريجي، فيه مجاهدة وتحوّل ونمو، أما "الإنسان" فهو هنا ليس الفرد الظاهر، بل الجوهر الوجودي للذات. ويشبه العنوان عناوين الأعمال الصوفية مثل "رسالة المسترشدين" أو "الطريق إلى الحقيقة"، مما يدل على أن المقال ليس مقاربة فلسفية عقلانية فقط، بل دعوة إلى السيرورة والتجربة الحية.

## نبذة
يرى الطبال أن "الإنسان" ليس ما نراه خارجيًا، بل هو كائن في طور التحقق المستمر، يعيش في انقسام دائم بين ذاته الخارجية والباطنية. ويطرح تساؤلات وجودية: من أنا؟ ما معنى أن أكون؟ متى أكون إنسانًا حقًا؟ في نظره، الإنسان الحقيقي هو من سار في الطريق نحو ذاته، نحو تطهير داخله من الزيف الاجتماعي والتاريخي، متحررًا من القشور والهوية الزائفة. الطريق في هذا الكتاب  ليس جغرافية أو عقلية فقط، بل روحانية وجدانية، فيها جهاد مستمر ضد التشييء والسطحية. يتقاطع مفهوم "الطريق" عند الطبال مع الطرق الصوفية، حيث يصبح الإنسان هو القطب والغاية والسفر معًا.
يعبّر المقال عن حالة من الغربة الوجودية يعيشها الإنسان المعاصر، وهي غربة روحية أكثر منها سياسية أو اجتماعية. وينطلق الطبال من فكرة أن الإنسان فقد ذاته، ويبحث عنها دون أن يدري أنها تسكنه. هذا التيه يولد قلقًا أنطولوجيًا، لا يزول إلا بالعودة إلى الداخل، إلى جوهر الإنسان النقي.  يؤمن الطبال أن الإنسان لا يُولد حرًا فقط، بل يُخلق حرًا عبر كفاحه نحو حقيقته. والطريق إلى الإنسان هو أيضًا طريق إلى الحرية الداخلية، إلى استقلال الروح عن كل أشكال القهر. يوظف الطبال اللغة الشعرية كوسيلة للكشف، لا كزينة بلاغية. فهو يرى أن الشعر هو الطريق الذي يكشف الإنسان لنفسه، وأن اللغة ليست للتواصل فقط، بل لإزالة الحجب عن "الإنسان الكامن". يختتم الطبال فكرته بأن السبيل الأخير لاكتمال الإنسان هو الحب والمعنى، لا الحب العاطفي وحده، بل حب الوجود، الآخر، اللغة، والكينونة. فحين يحب الإنسان ذاته ومعناه، يصبح كاملاً، حتى في ضعفه.

## الجوائز
نال الشاعر عبد الكريم الطبال عدة جوائز أدبية وثقافية، من بينها:
- جائزة المغرب للكتاب[12]
- جائزة اتحاد كتاب المغرب[12]
- وسام الاستحقاق الثقافي وقد كرّمته العديد من الجامعات والمؤسسات الثقافية على امتداد الوطن العربي.[13]